# العلاقات السعودية الكورية الجنوبية
العلاقات السعودية الكوريه الجنوبيه يقصد بها العلاقة التي تجمع المملكة العربية السعودية بكوريا الجنوبية.

## تاريخ العلاقة
تعود العلاقات السعودية الكورية إلى العام 1962، حيث تطورت بشكل مطرد حتى تم افتتاح سفارة لكوريا الجنوبية في مدينة جدة عام 1972. ثم أخذت العلاقات بين البلدين مسارًا سلميًا عبر قنوات دبلوماسية ومنذ ذلك الحين والعلاقات تسير بشكل جيد، وخاصة فيما يتعلق بالمجال الاقتصادي والتجاري حيث تعد كوريا الجنوبية من أكبر الدول المستوردة للنفط، إضافة إلى عدد من الصادرات الأخرى، وتصدر كوريا الجنوبية للمملكة سلعاً ومنتجات مثل المواد الصناعية والسيارات والانسجة وغيرها.
في جانب العلاقات السياسية تبادل المسؤولون في البلدين زيارات رفيعة، حيث قام الملك عبد الله بن عبد العزيز عندما كان ولياً للعهد بزيارة إلى كوريا الجنوبية تركزت على تعزيز وتطوير الشراكة بين البلدين، حيث كانت أول زيارة لمسؤول سعودي كبير لكوريا منذ اقامة العلاقات بين البلدين، صدر عن هذه الزيارة بيان مشترك أكد على اهمية مواصلة تطوير التبادل التجاري والاستثماري بين البلدين، كما أبدى الجانب الكوري رغبته لزيادة التعاون في مجالات عدة مثل المياه والكهرباء والمقاولات والعمالة وغيرها. ومن الزيارات التي قام بها الجانب الكوري الجنوبي إلى المملكة الزيارة التي قام بها الرئيس تشي كيوها في العام 1980، والتي استمرت يوماً واحداً.
في عام 2012م احتفل البلدان بذكرى خمسين عام على إقامة العلاقات الدبلوماسية بين البلدين. تم توقيع اتفاق بين البلدين أواخر العام 2011م بشأن التعاون في مجال تطوير الطاقة النووية، وشمل الاتفاق التعاون في مجالات البحث والتطوير وبناء محطات للطاقة النووية بالإضافة إلى مجالات التدريب والأمان.

## لجنة رؤية السعودية - كوريا 2030
هي لجنة تسعى إلى توسيع الروابط الثنائية بين البلدين وتنويع وتعميق العلاقة الاقتصادية التي كان يهيمن عليها النفط سابقاً، من خلال المشاريع المشتركة في مجالات الأعمال الواعدة، الطاقة والتصنيع، البنية التحتية الذكية والرقمنة، بناء القدرات، الرعاية الصحية وعلوم الحياة، المؤسسات الصغيرة والمتوسطة الحجم، والاستثمار. تتضمن إنشاء مكاتب في الرياض وسيول؛ لاقتراح إستراتيجية الشراكة الشاملة، وإدارة الفرص والتعامل مع التفاعلات الوزارية ومتابعة أي احتياجات تنظيمية أو لوجستية بين الطرفين.

## التعاون الاقتصادي
من أبرز المحطات في العلاقات الاقتصادية بين البلدين كانت في عام 1990، حيث تم التوقيع على اتفاقية تبادل الاعفاء من الضرائب والرسوم الجمركية على نشاط مؤسسات النقل الجوي التابعة لكل من حكومتي المملكة وكوريا، إضافة إلى عدد من التحالفات تمت بين شركات سعودية وأخرى كورية أبرزها المشروع المشترك بين أرامكو السعودية وشركة سانغ يونغ الكورية فيما عرف باسم شركة هان السعودية. 
كذلك زيارة وزير الطاقة الكوري الجنوبي إلى الرياض عام 1991وذلك لبحث المشروع المشترك بين ارامكو السعودية وشركة «سانغ يونغ» الكورية.
على الصعيد التجاري، بلغ حجم التبادل التجاري بين البلدين في العام 2014، 170 بليون ريال، وبلغت صادرات المملكة إلى كوريا 133 بليون ريال، والواردات من كوريا ما قيمته 37 بليون ريال. تعد المملكة الشريك التجاري الرابع لجمهورية كوريا، كما أن كوريا هي الشريك الخامس للمملكة العربية السعودية، ويقدر عدد الشركات الكورية العاملة في المملكة بأكثر من 100 شركة. تزوّد السعودية كوريا بثلث احتياجاتها من النفط الخام. يُنظم سنويًا مجلس الغرف السعودية بالتعاون مع الغرفة التجارية الصناعية الكورية ملتقى الأعمال السعودي الكوري.
قامت شركة أرامكو السعودية عام 2013 بتأسيس مركز أبحاث ثاني أكسيد الكربون، وذلك بالشراكة مع المعهد الكوري المتقدم للعلوم والتقنية كايست، وهو أحد المراكز الثمانية التي تعزز رؤية أرامكو الاستراتيجية لعام 2020 في توظيف التقنيات المتقدمة والتوسع في البحوث والتطوير من أجل بناء القدرات والإمكانات في أرامكو السعودية.

## التعاون الثقافي
فيما يخص العلاقات الثقافية شهد هذا المجال تعاوناً متميزاً، فقد شكلت العديد من اللجان بين البلدين سواء في المجال الإعلامي أو الرياضي أو العلمي. شهد عام 1985 الاتفاق على تكوين لجنة سعودية كورية مشتركة في المجال الرياضي لتنسيق تبادل الزيارات بين الوفود الرسمية الرياضية بين البلدين، وفي عام 1986 أوصت اللجنة السعودية المشتركة بضرورة تعاون البلدين في مجال التعليم الجامعي وتبادل الأساتذة والوثائق العلمية والأبحاث المشتركة وتبادل المنح الدراسية للطلاب بين جامعات البلدين. في المجال الإعلامي أوصت اللجنة على ضرورة تشجيع تبادل الزيارات بين الإعلاميين وتدريب الفنيين السعوديين في مجال الإذاعة والتلفزيون بواسطة مؤسسات إعلامية كورية. من الانجازات الثقافية توقيع اتفاقية التبادل الثقافي بين المملكة وكوريا الجنوبية في أبريل 1975م. في عام 2015 بلغ عدد المواطنين السعوديين في جمهورية كوريا الـ 1500 مواطن، وهم يمثلون أسر العاملين في المشروعات المشتركة مع بعض الشركات الكورية، إضافة إلى الطلبة السعوديين المبتعثين للدراسة في جمهورية كوريا البالغ عددهم حوالي 600 طالب.
في عام 1433 هـ الموافق 2012م شاركت جمهورية كوريا الجنوبية في أكبر مهرجان ثقافي يقام في السعودية وهو مهرجان الجنادرية كضيف شرف. ضمَّ الجناح الكوري 8 صالات، واتخذ جناح كوريا الجنوبية من الماء شعارا رئيسيا له. شاركت كوريا بسبع وزارات وهيئات حكومية في جناحها، وعرضت فيه فعاليات ثقافية متعددة تظهر التقدم العلمي والإسهامات الكورية في مجال الفن والثقافة. واستعرض الجناح إنجازات المشاريع الضخمة التي قامت بها الشركات الكورية في المملكة العربية السعودية. وفي عام 2012 شاركت السعودية كضيفة الشرف في معرض كوريا للكتاب بمناسبة مرور خميسن عامًا على العلاقات الدبلوماسية بين المملكة وكوريا الجنوبية. احتوى الجناح على مجسمات للمسجد الحرام والمسجد النبوي، وخيمة يقدم فيها التمر والقهوة العربية، بالإضافة لعقد ندوتان، الأولى تحت عنوان تجديد الصلة بالكتاب في المملكة العربية السعودية وكوريا، وتناولت الندوة الثانية العلاقات السعودية الكورية على مدى 50 عامًا.

## التعاون العسكري
في 17 أكتوبر 2011 رست المدمرة الكورية كانج جام تشان في ميناء جدة الإسلامي، والتي شاركت في الحرب بين الكوريتين الجنوبية والشمالية، والسفينة تشن جي سفينة الإمداد للقتال السريع التي شاركت في الحرب على القراصنة في البحر الأحمر وبحر العرب. ثم بدأت مناورة بحرية بين القوات البحرية الملكية السعودية والقوات البحرية الكورية، تضمن مناورات تكتيكية لتعزيز القدرات العملياتية المشتركة بين البلدين. عمليات المناورة هذه جرت تحت مسمى تمرين العبور، وشاركت فيها من الجانب السعودي سفينة الرياض.

## التعاون الديني
وفي العام 1976 تم بناء المركز الإسلامي في العاصمة سيئول على ارض وهبتها الحكومة الكورية للمسلمين، وتم بناء المركز من تبرعات قدمتها المملكة العربية السعودية، والكويت والإمارات العربية المتحدة والمغرب وماليزيا وليبيا وقطر. يوجد في المركز الإسلامي مدرسة الأمير سلطان بن عبد العزيز لتدريس القرآن الكريم واللغة العربية لأبناء المسلمين الكوريين، إضافة إلى مدرسة ثانوية إسلامية انشئت بتمويل من البنك الإسلامي للتنمية.

## الرؤية السعودية الكورية 2030
الرؤية السعودية الكورية 2030 (بالإنجليزية Saudi-Korean Vision 2030) هي مذكرة تعاون وشراكة إستراتيجية وقعتها السعودية وكوريا الجنوبية في شهر أكتوبر من العام 2017، سعيا إلى تحقيق أهداف ومصالح مشتركة، وتمثل وزارة الاقتصاد والتخطيط السعودية، ووزارة التجارة والصناعة والطاقة الكورية بلديهما في هذه الاتفاقية، كما تم تشكيل «لجنة الرؤية السعودية الكورية 2030» مكونة من ممثلي الجهات والهيئات الحكومية ذات العلاقة من البلدين، يجتمعون سنويا لمتابعة مستوى تحقيق المشاريع والمبادرات المتفق عليها.

تقوم الرؤية السعودية الكورية 2030 على 3 محاور: محور التنمية الاقتصادية، والتطوير الحكومي، والتنمية البشرية والمجتمعية، ويشمل محور التنمية الاقتصادية تطوير المشاريع الصغيرة والمتوسطة، وترويج الأبحاث والتطوير والاستثمارات، وتحول المدن، والاستدامة، أما محور التطوير الحكومي فيتضمن الحكومة الرقمية، وتخصيص الخدمات والممتلكات الحكومية، والبنية التحتية، وفعالية الحكومة، والسياسات الحكومية، وبالنسبة لمحور التنمية البشرية والمجتمعية فإنه يضم تطوير القوى العاملة، وحماية المستهلك، والتحول الرقمي للقطاع الصحي.

## أوجه التكامل بين البلدين
تمتلك السعودية والجمهورية الكورية موارد واحتياجات مكملة لبعضها البعض، وبمطابقتها يمكن تحقيق الأهداف التي تسعى لها كلا البلدين عبر خططهما المتمثلة في رؤية 2030 السعودية، والخطة الخمسية الكورية، فكوريا الجنوبية مثلا تسعى إلى مصادر مستدامة للطاقة، وإلى زيادة الاستثمار الأجنبي المباشر، وعولمة القطاع الخاص للوصول إلى نسبة 50% من الصادرات، والسعودية بالمقابل ثالث أكبر مورد للطاقة في العالم، ويحتل صندوقها السيادي المرتبة الرابعة عالميا، ولها موقع استراتيجي يربط ثلاثة قارات ببعضها، أما بالنسبة للسعودية فإنها تسعى إلى أن تحتل مرتبة متقدمة في مجال التنافسية الصناعية، وإلى تطوير مهارات القوى العاملة، والوصول إلى المراتب الثلاثين الأولى في مؤشر الفرص العالمية، وبالمقابل فإن كوريا الجنوبية تمتلك معرفة تقنية وتصنيعية عالمية المستوى إذ أنها تحتل المرتبة الأولى في مؤشر بلومبرج للابتكار 2015، ولديها نسبة عالية من المهندسين والعمال ذوي المهارات العالية، وخبرة ودراية متعمقة في مجال تطوير الأعمال العالمية.